# Мещёрские рязанские говоры

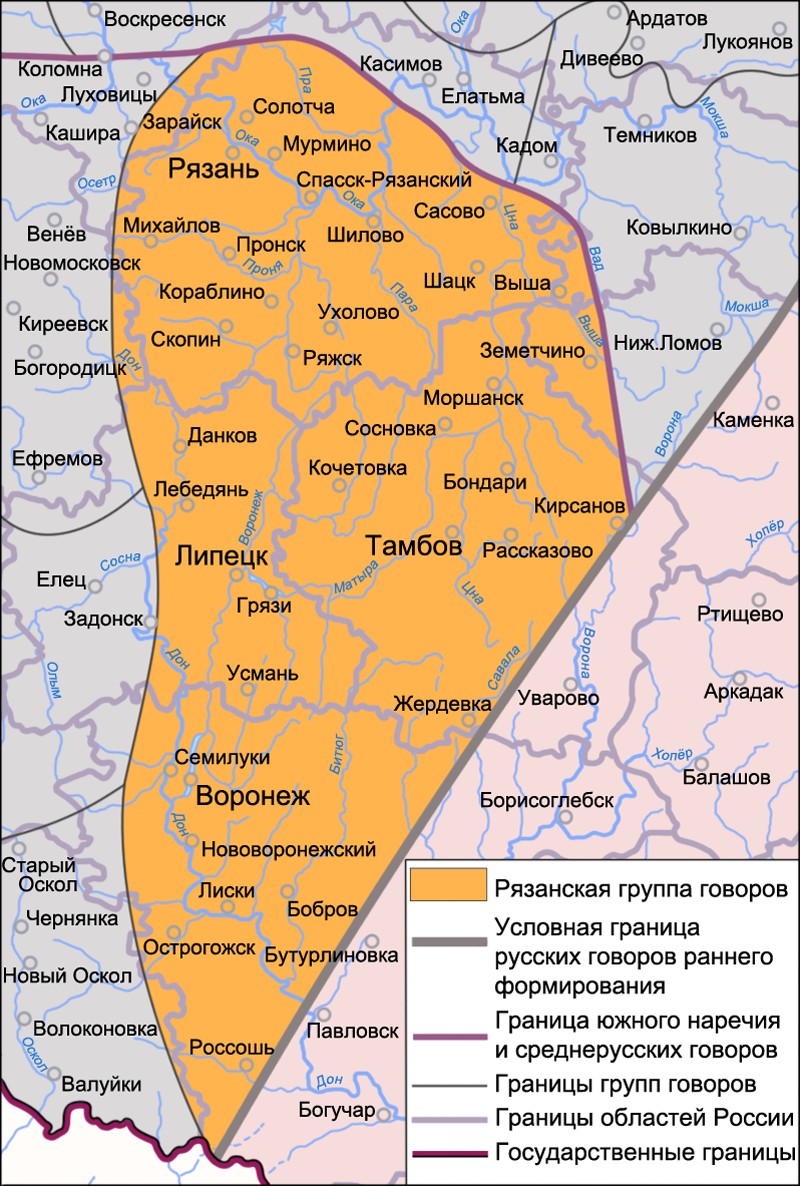
Рязанская группа говоров

Мещёрские ряза́нские го́воры — обособленные говоры Восточной (Рязанской) группы, распространённые в северо-восточной части её ареала на границе с восточными среднерусскими акающими говорами отдела Б (мещёрскими среднерусскими говорами). Не представляют самостоятельного диалектного объединения.
Мещёрские рязанские говоры охватывают территорию, включающую северо-восточные районы Рязанской области и пограничные с Рязанской северо-западные районы Пензенской области, известны островные ареалы мещёрских говоров также в области русских говоров позднего формирования.

## Общие сведения
Говоры рязанской Мещёры разделяют все основные диалектные черты Восточной (Рязанской) группы, но при этом характеризуются рядом особенностей, часть из которых связывает их с соседними среднерусскими говорами. Яркими фонетическими чертами, выделяющими мещёрские среди остальных рязанских говоров и объединяющими их с рядом восточных среднерусских говоров, являются наличие в языковой системе говоров Рязанской Мещёры твёрдого цоканья и наличие чередования [в] с [w] или [х] в конце слова и слога. От среднерусских цокающих говоров мещёрские отличаются распространением черт Рязанской группы и черт южной локализации (включая в частности распространение южнорусской фонемы /ү/ фрикативного образования) из числа тех, которые неизвестны севернее границы южного наречия.
Наличие небольшого числа собственных, присущих именно мещёрским говорам, диалектных черт не дали основания авторам диалектного членения русского языка 1964 года выделить их в отдельную подгруппу в составе Рязанской группы.
Диалектные особенности мещёрских, как и всех остальных рязанских говоров, стали складываться в эпоху феодальной раздробленности Руси в границах Рязанского княжества. На своеобразие мещёрских говоров, вероятнее всего, оказали влияние языки финно-угорских народов, главным образом мещёры и мордвы — это влияние отражается в частности в наличии такого диалектного явления, как цоканье.

## Область распространения
Область распространения мещёрских говоров — северо-восточная часть территории Рязанской области — Мещёрский край. С севера и востока к говорам рязанской Мещёры примыкают ареалы восточных среднерусских акающих говоров (отдела Б и отдела В), с запада и юга с мещёрскими граничат другие рязанские говоры. Незначительная часть говоров рязанской Мещёры распространена также на территории Пензенской области, в её северо-западной части.
Мещёрские говоры встречаются и в областях русских говоров позднего формирования, они сформировались в процессе переселений русских из Мещёрского края на другие территории. Так, например, Л. М. Орлов отметил наличие южнорусских цокающих мещёрских говоров на территории Волгоградской области, выделив их в отдельную перещепновско-краишевскую группу.
Островные южнорусские цокающие говоры распространены среди «цуканов» и «цекунов» — жителей сёл Перещепное Котовского района и Краишево Еланского района Волгоградской области. Предки носителей данных говоров основали эти сёла в Поволжье в XVIII веке (село Перещепное — в 1787 году, село Краишево — в 1799 году). В течение двух веков мещёрские говоры находились в окружении различных переселенческих говоров южнорусского и среднерусского типов, но при этом смогли сохранить многие свои языковые особенности, включая цоканье, до настоящего времени.
Мещёрские диалектные черты встречаются также в островных говорах Тамбовской и Саратовской областей, в том числе с сохранившимся у них твёрдым цоканьем или его следами.

## Особенности говоров
Языковой комплекс мещёрских рязанских говоров включает все основные диалектные явления южнорусского наречия, юго-восточной диалектной зоны, южной диалектной зоны и Рязанской группы говоров, а также собственные местные языковые черты, среди которых отмечаются такие, как:
1. Чередование [а] с [е] под ударением в положении между мягкими согласными: вз’[а́]той — вз[е́]т’ (взять), гул’[а́]л — гул[е́]ли (гуляли) и т. п.[12][13] Подобный тип ударного вокализма, не ограниченный морфологически или лексически, встречается в говорах северной локализации — в вологодских[14] и архангельских[15].
2. Распространение твёрдого цоканья[7]: [ц]ай — у́ли[ц]а (чай — улица). Ареал данного диалектного явления, охватывающий мещёрские говоры, продолжается на север на территории говоров отдела Б, южных говоров Владимирско-Поволжской группы[16] и на часть территории говоров отдела В. Твёрдое цоканье также распространено в говорах северо-западной диалектной зоны[17], главным образом в Гдовской и Псковской группах[18][19][20].
3. Наличие [в] перед гласными и наличие [w] или [х] в конце слога перед согласными и в конце слова: [в]ода́, но пра́[w]да (правда), ла́[х]ка (лавка), коро́[х] (коров) и т. д. Ареал данного явления охватывает также говоры отдела Б, но не всю их территорию[21][22][23]. Произношение [w], [ў] в соответствии с /в/ распространено на обширной территории юго-западной диалектной зоны[24][25], произношение [w] в соответствии с /в/ встречается в севернорусском ареале в говорах Вологодской[24][26] и Онежской групп[27], а также в белозерско-бежецких говорах с той особенностью, что в них /в/ чередуется как с [w], так и с [х] (в слабой позиции)[28].
4. Обобщение согласных в основе в формах глаголов II спряжения настоящего времени в соответствии чередованию согласных в основе в других говорах: л’у[б’]у́ (люблю), л’у́[б’]иш’; ви́[д’]у (вижу), ви́[д’]иш’ и т. п. Данное явление известно в архангельских говорах северного наречия[29], в верхне-деснинских и межзональных говорах А южного наречия[30].
5. Формы творительного падежа единственного числа с окончаниями -ей, -уй у существительных женского рода, оканчивающихся на мягкий согласный: гр’а́з[ей] наряду с гр’а́з'[уй] (грязью). Такие же формы встречаются в говорах отдела Б и отдела В[31], в говорах Верхне-Днепровской группы[32], а также в говорах северной части Западной группы[33] и южной части Псковской группы.
6. Распространение (как и в говорах отдела Б) слова цапля (приспособление для доставания сковороды из печи), а также распространение других слов и языковых черт.